# Скудриње
Скудриње (мкд. Скудриње) је насељено место у Северној Македонији, у западном делу државе. Скудриње припада општини Маврово и Ростуша.

## Географија
Насеље Скудриње је смештено у западном делу Северне Македоније. Од најближег већег града, Дебра, насеље је удаљено 16 km североисточно.
Скудриње се налази у доњем делу историјске области Река. Насеље је положено високо, на источним висовима планине Дешат, док се даље ка истоку тло стрмо спушта у уску долину реке Радике. Надморска висина насеља је приближно 950 метара.
Клима у насељу је планинска.

## Становништво
По попису становништва из 2002. године Скудриње је имало 2.119 становника.
Претежно становништво у насељу су Турци (77%), а у мањини су етнички Македонци (22%). Заправо, целокупно становништво је торбешко.
Већинска вероисповест у насељу је ислам.